# A Sawmill Hazard

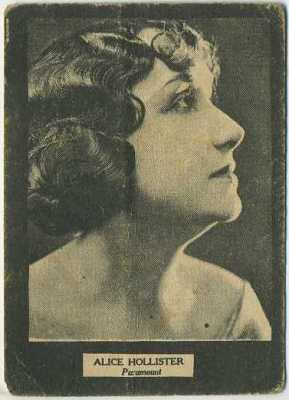
O filme estrelou Alice Hollister.

A Sawmill Hazard é um curto filme de drama mudo norte-americano de 1913.
O filme estrelou Earle Foxe e Alice Hollister nos papéis principais.

## Elenco
- Alice Hollister
- Earle Foxe
- Helen Lindroth
- Robert G. Vignola
- Miriam Cooper